# Un film sur les œufs
Un film sur les œufs (Una película de huevos) est un long métrage d’animation mexicain réalisé par Rodolfo et Gabriel Riva Palacio Alatriste, sorti en 2006.

## Synopsis
Toto est un œuf habile et sympathique qui veut devenir bien plus qu'un simple petit déjeuner. Il rêve de devenir un grand coq d'élevage. 
Ainsi, avec son coéquipier Willy et un Lard pas très intelligent, il se lance dans une aventure palpitante pour arriver à "la ferme" Toto et Willy, assistés par la courageuse petite œuf Bibi et d'autres amis, ils devront surmonter avec courage les différents obstacles, et affronter un gang d'œufs de reptiles pour accomplir sa mission.

## Fiche technique
- Titre : Un film sur les œufs
- Titre original : Una película de huevos
- Réalisation : Rodolfo et Gabriel Riva Palacio Alatriste
- Scénario :
- Musique :
- Production :
- Pays d'origine : Mexique
- Format :
- Genre : animation, comédie
- Durée : 90 minutes
- Date de sortie : 2006